# Max, portrait d'un serial-niqueur
Max, portrait d'un serial-niqueur és una pel·lícula pornogràfica francesa dirigida per Fred Coppula, estrenada en DVD el 2000. Primera obra d'una trilogia amb el personatge de Maximilien le magnifique interpretat per Ian Scott, va ser seguit el 2001 per Max 2, protagonitzat per Ian Scott amb Clara Morgane, i el 2007 per Max 3. La pel·lícula, amb un to còmic, està produïda a l'estil d'un reportatge.

## Sinopsi
Max, conegut com Maximilien le magnifique, és un jove ociós i ric, que aplega conquestes femenines gràcies al seu gran penis que mai les deixa indiferents. Un equip de televisió decideix filmar les seves "conquestes" seguint-lo amb el seu acord de París a Los Angeles. En Max està encantat de ser l'estrella d'un reportatge i ja s'imagina una estrella de l'espectacle. Tanmateix, si sedueix una dona rere l'altra, resulta ser un personatge ridícul i imbuït de si mateix, el rendiment fins i tot sexual del qual acaba sent qüestionat: al llarg del reportatge, pateix una sèrie de decepcions que el fan ridícul...

## Repartiment
- Ian Scott: Max
- So' : Sophie, la periodista
- Sebastian Barrio: Stéphane / Steve, l'operador
- Fred Coppula: Fred, el cameraman
- Ovidie: la psicòloga
- Laura Angel: la turista txeca
- Dru Berrymore: la noia de la banyera
- Daniella Rush i Rodolphe Antrim: la parella de swingers de l'avinguda Foch
- Eva : la dona de quaranta anys
- Alban Ceray: l'amo del club d'intercanvis
- Christophe Clark, Estelle Desanges, Dolly Golden, Titof, Marc Barrow: els clients del club swingers
- Nomi, Océane i Maeva Exel : les "pétasses"
- Bridgette Kerkove: l'americana de pits grossos
- Ed Exel : Edouard
- Pierre Moro: el pare de Max
- Dany Moro : la mare de Max
- Prisca Nell : la prostituta
- Patrice Cabanel: el client
- Apericions d'Élodie Chérie, Silvia Saint, Lisa Crawford, Nataly Dune, Enora Stuart...

## Producció
Max, portrait d'un serial-niqueur va ser dissenyat per Fred Coppula inspirat en la pel·lícula C'est arrivé près de chez vous, que és especialment recordat per la personalitat de l'heroi fatu i pontificador. Filmat amb una càmera de mà i amb so directe, sense música ni il·luminació addicional, també adopta l'estil Dogma creat per Lars von Trier. Tot i respectar les especificacions habituals de les produccions pornogràfiques, la pel·lícula utilitza de bon grat un to de paròdia i s'esforça per burlar-se del seu personatge principal, que sembla cada cop més grotesc a mesura que avança la història. També inclou un passatge inesperat, quan el personatge de l'operador interpretat per Sebastian Barrio, incapaç de suportar-ho més, desconnecta de sobte el seu equip per anar a compartir una conquesta de Max amb aquest, donant com a resultat un escena sexual, sense so. Segons Fred Coppula, aquesta seqüència va ser improvisada.
La pel·lícula també fa l'ullet al món del porno francès a través de cameos de diverses personalitats del porno, que no participen en les escenes sexuals: els directors Pierre Moro i Patrice Cabanel, així com Alban Ceray, estrella porno dels anys 70 i 80. So', que interpreta el paper del periodista, i Fred Coppula que interpreta el paper del càmera sense aparèixer mai a la imatge, tampoc participen en els actes sexuals que es mostren a la pantalla.
Només els actors Ian Scott i Sebastian Barrio (així com Fred Coppula, en el seu paper de càmera) apareixen en tots els episodis de la trilogia. Estelle Desanges i Eva (àlies Eva Delage) també apareixen a Max 2. Nomi reapareix a Max 3, on reprèn la funció de periodista ocupada per So' a la primera part i Clara Morgane al segon.
El llibre Le Cinéma X, a la seva edició de 2012, classifica Max, portrait d'un serial-niqueur en la seva selecció dels 50 essencials del cinema pornogràfic.